# Abu al-Fadl ibn Hasdai
Abu al-Fadl ben Yosef Hasdai in arabo أبوالفضل حصداي ابن يوسف ابن حصداي‎?,  'Abūu al-Fadl Hasdai ibn Yusuf ibn Hasdai in ebraico חַסְדַּאי בֶּן יוֹסֵף‎?, Ḥasdai ben Yosef (Saragozza, 1050 circa – Il Cairo, dopo il 1093) è stato un filosofo, poeta, matematico, medico e personaggio politico dell'XI secolo a Saragozza, nella Spagna di al-Andalus arabo.

## Biografia
Era il figlio del poeta Joseph ibn Ḥasdai, fuggito da Cordova nel 1013, e nipote di Ḥasdai ibn Ishaq. Nel 1066 fu nominato visir alla corte hudi della taifa di Saragozza, posizione che mantenne fino a quando Yusuf al-Mu'taman ibn Hud salì al trono nel 1081.